# Алиханов-Аварский, Максуд
Максуд Алиханов-Аварский (в некоторых документах его имя пишется как Александр Михайлович) (1846—1907) — российский генерал-лейтенант (22 апреля 1907), Мервский окружной начальник и Тифлисский Генерал-губернатор. Начальник 2-й Кавказской казачьей дивизии. Старший брат Кайтмаза Алиханова.

## Биография
Родился 23 ноября (5 декабря) 1846 года в селе Хунзах в Дагестане в аварской семье генерала-майора русской армии Алихана Гусейнова и его жены Тутун. В детстве находился в заложниках у Шамиля, после выкупа был определён во 2-ю Тифлисскую дворянскую гимназию.
В 1862 году поступил во 2-е Константиновское военное училище и в 1864 году был выпущен корнетом в Сумской гусарский полк. Поручик с 1 февраля 1868 года, штабс-ротмистр с 11 февраля 1869 года.
С 1871 года в чине ротмистра служил адъютантом Воинского начальника Дагестанской области князя Л. И. Меликова. В 1873 году назначен был состоять для особых поручений при Главнокомандующем Кавказской армией великом князе Михаиле Николаевиче. В том же году в составе Мангышлакского отряда принял участие в Хивинском походе, был ранен. По излечении получил назначение на службу в Красноводск.
Летом 1875 года произошла ссора Алиханова с другим офицером, оба попали под суд. Спустя год с формулировкой «за покушение в вспыльчивости и раздражении на убийство офицера» Алиханов-Аварский был разжалован в рядовые с лишением всех орденов. В сентябре 1877 года назначен на службу рядовым в 15-й Переяславский драгунский полк, который в составе Эриванского отряда действовал на Кавказском театре русско-турецкой войны. За отличие в сражении при Деве-Бойну Алиханов-Аварский награждён знаком отличия Военного ордена 4-й степени.
Через год состоялась первая публикация: в «Инженерном журнале» была напечатана статья «Заметки о Деве-Бойнской позиции».
В 1879 году Алиханов-Аварский был откомандирован в Закаспийскую область и в составе отряда генерала Ломакина во время Ахал-текинской экспедиции принял участие в Первом Геоктепинском сражении (1879). Несмотря на неудачу штурма, был произведён в прапорщики. В 1882 году Алиханов-Аварский под прикрытием купеческого каравана совершил поездку в Мерв, где провёл тайные переговоры с туркменскими старейшинами.
В 1883 году с небольшим отрядом обрекогносцировал Персидский Хорасан, во время рекогносцировки по поручению Кавказского наместника встретился с Насер ад-Дин Шахом и обсудил с ним пограничные вопросы. Через год состоялась уже официальная поездка в Мерв, результатом которой произошло присоединение Мервского оазиса к Российской империи, а сам Алиханов-Аварский назначен первым начальником Мервского округа Закаспийской области. Ему также были возвращены утраченные по суду чин майора и ордена. 6 мая 1884 года переименован в подполковники.
18 марта 1885 года под Кушкой произошло сражение русских войск под командованием генерала Комарова с афганцами. Подполковник Алиханов-Аварский в сражении командовал тремя сотнями Кавказского казачьего полка с сотней временной Мервской милиции. За отличие в этом бою он был награждён орденом Св. Георгия 4-й степени.
С 16 января 1890 назначен состоять при войсках Кавказского военного округа с оставлением по армейской пехоте. 6 октября1898 произведён в полковники.
В 1900 году участвовал в Китайском походе, по окончании которого 14 октября 1901 года произведён в генерал-майоры. Летом 1905 года был направлен для умиротворения Эриванской губернии, где происходили армяно-татарские столкновения, и, по утверждениям российской прессы, открыто покровительствовал татарам вообще и родственникам своей жены ханам Нахичеванским, в особенности в резне армян.
В декабре 1905 года Алиханов-Аварский был назначен временным Тифлисским губернатором, с января 1906 — временным генерал-губернатором Кутаисской губернии. Снискал ненависть революционеров; на него было совершено 8 покушений, был ранен взрывом бомбы, но не подал в отставку. После выздоровления, в начале 1907 года принял командование 2-й Кавказской казачьей дивизией. 22 апреля утверждён в должности начальника дивизии с производством в генерал-лейтенанты.
Алиханов-Аварский был убит в Александрополе дашнаком Драстаматом Канаяном 3 июля 1907 года. Когда он возвращался из собрания Кабардинского полка, на Бебутовской улице в экипаж, в котором помимо него находились его сын, а также жена и дочь генерала Глебова Николая Ивановича (начальник 20-й пехотной дивизии), были брошены две бомбы. При взрывах бомб погибли Алиханов, Глебова и кучер.

### Семья
Максуд Алиханов-Аварский был женат на Зарин-Тадж Бегум Нахичеванской, дочери генерал-майора Келбали Хана Нахичеванского.
У них было два сына: Адиль-хан и Афиз-хан.

### Чины
- Корнет — 23 мая 1864 года
- Поручик — 1 февраля 1868 года
- Штабс-ротмистр — 1 сентября 1871 года
- Ротмистр — 1 сентября 1871 года
- Майор — 8 ноября 1873 года
- Разжалован в рядовые — 30 июля 1877 года
- Прапорщик — 24 августа 1880 года
- Поручик — 27 июля 1882 года
- Штабс-ротмистр — 13 июля 1883 года
- Возвращён чин майора — 23 февраля 1884 года
- Подполковник — 6 мая 1884 года
- Полковник — 6 октября 1898 года
- Генерал-майор — 14 октября 1901 года
- Генерал-лейтенант — 22 апреля 1907 года

## Ордена
- Орден Святого Владимира 4-й степени с мечами и бантом (1872 год)
- Орден Святого Станислава 2-й степени с мечами (1874 год)
- Знак отличия Военного ордена Святого Георгия 4-й степени (1877 год)
- Орден Святого Георгия 4-й степени (28 декабря 1885 года)
- Орден Святой Анны 2-й степени (1888 год)
- Орден Святого Владимира 3-й степени (1899 год)
- Орден Святого Станислава 1-й степени (1904 год)
- Орден Святой Анны 1-й степени (1906 год)

Иностранные:
- Персидский орден Льва и Солнца 3-й степени (1884 год)
- Персидский орден Льва и Солнца 2-й степени (1900 год)
- Персидский орден Льва и Солнца 1-й степени (1902 год)
- Бухарский орден Золотой звезды 2-й степени (1895 год)

## Избранные сочинения Алиханова-Аварского
- Мервский оазис и дороги ведущие к нему. — СПб., 1883
- В гостях у шаха. Очерки Персии. — Тифлис., 1898
- [militera.lib.ru/memo/russian/alihanov_avarsky_m/index.html Поход в Хиву (кавказских отрядов). Степь и оазис. — СПб., 1899]
- Тарихи Дербенд-Наме. — Тифлис, 1898.
- Автор множества иллюстраций, статей и репортажей в периодике.